# Alexander Keirincx

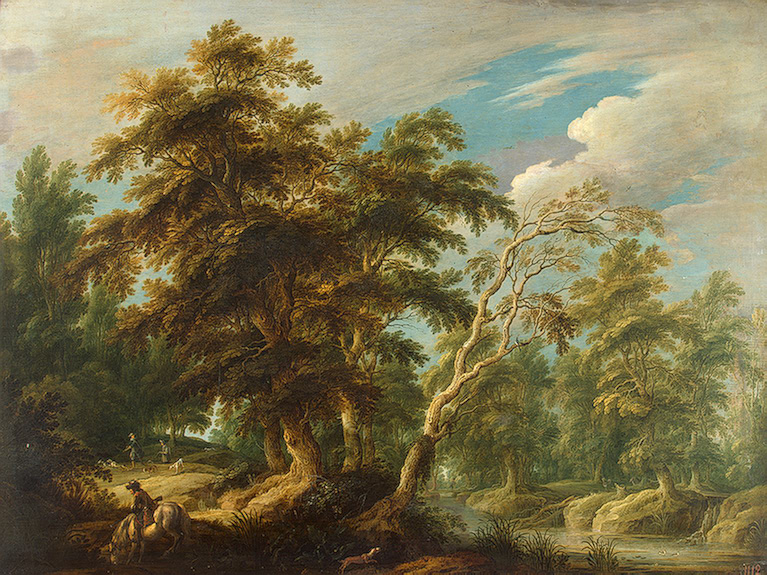
Jägare i skog av Keirincx.

Alexander Keirincx, född 23 januari 1600, död 7 oktober 1652, var en flamländsk landskapsmålare.
Keirincx var verksam i Antwerpen, Amsterdam och Utrecht, målade vanligen skogslandskap med kraftigt lövverk i dunkel färgskala. I Kunstmuseet, Köpenham finns två Skogslandskap, det ena med staffagefigurer av Cornelius van Poelenburgh.